# Lijst van voetbalinterlands Schotland - Tsjechië
Deze lijst van voetbalinterlands is een overzicht van alle officiële voetbalwedstrijden tussen de nationale teams van Schotland en Tsjechië. De landen speelden tot op heden tien keer tegen elkaar. De eerste ontmoeting, een kwalificatiewedstrijd voor het Europees kampioenschap voetbal 2000, werd gespeeld in Glasgow op 31 maart 1999. Het laatste duel, een groepswedstrijd tijdens het Europees kampioenschap voetbal 2020, vond plaats op 14 juni 2021 in Glasgow.

## Wedstrijden
| №  | Plaats  | Datum            | Competitie                  | Wedstrijd            | Uitslag |
| -- | ------- | ---------------- | --------------------------- | -------------------- | ------- |
| 1  | Glasgow | 31 maart 1999    | EK 2000 kwalificatie        | Schotland − Tsjechië | 1 − 2   |
| 2  | Praag   | 9 juni 1999      | EK 2000 kwalificatie        | Tsjechië − Schotland | 3 − 2   |
| 3  | Praag   | 30 mei 2008      | Vriendschappelijk           | Tsjechië − Schotland | 3 − 1   |
| 4  | Glasgow | 3 maart 2010     | Vriendschappelijk           | Schotland − Tsjechië | 1 − 0   |
| 5  | Praag   | 8 oktober 2010   | EK 2012 kwalificatie        | Tsjechië − Schotland | 1 − 0   |
| 6  | Glasgow | 3 september 2011 | EK 2012 kwalificatie        | Schotland − Tsjechië | 2 − 2   |
| 7  | Praag   | 24 maart 2016    | Vriendschappelijk           | Tsjechië − Schotland | 0 − 1   |
| 8  | Olomouc | 7 september 2020 | UEFA Nations League 2020/21 | Tsjechië − Schotland | 1 − 2   |
| 9  | Glasgow | 14 oktober 2020  | UEFA Nations League 2020/21 | Schotland − Tsjechië | 1 − 0   |
| 10 | Glasgow | 14 juni 2021     | EK 2020                     | Schotland – Tsjechië | 0 − 2   |

## Samenvatting
| Competitie          | Totaal gespeeld | Winst Schotland | Gelijk | Winst Tsjechië | Doelsaldo Schotland – Tsjechië |
| ------------------- | --------------- | --------------- | ------ | -------------- | ------------------------------ |
| EK-eindronde        | 1               | 0               | 0      | 1              | 0 − 2                          |
| EK-kwalificatie     | 4               | 0               | 1      | 3              | 5 − 8                          |
| UEFA Nations League | 2               | 2               | 0      | 0              | 3 − 1                          |
| Vriendschappelijk   | 3               | 2               | 0      | 1              | 3 − 3                          |
| Totaal              | 10              | 4               | 1      | 5              | 11 − 14                        |

## Details

### Eerste ontmoeting
| EK 2000 kwalificatie (Glasgow, Schotland, 31 maart 1999):                                                                                           |              | |
| Schotland | 1 – 2        | Tsjechië |
| Eoin Jess 68' | goals        | 27' (e.d.) Matt Elliott 35' Vladimír Šmicer |
| Craig Brown | bondscoach   | Jozef Chovanec |
| Neil Sullivan David Weir Tom Boyd Paul Lambert Matt Elliott Callum Davidson 51' David Hopkin Craig Burley Eoin Jess Gary McAllister 64' Neil McCann | opstellingen | Pavel Srníček Tomas Votava Jan Suchopárek Pavel Nedvěd Michal Horňák Martin Hašek Jiří Němec 80' Karel Poborský 70' Vratislav Lokvenc 84' Vladimír Šmicer Patrik Berger |
| Allan Johnston 51' Don Hutchison 64' | wissels      | 70' Pavel Kuka 80' Karel Rada 84' Miroslav Baranek |
| David Hopkin 51' | gele kaarten | 88' Miroslav Baranek |
| - Debuut van Don Hutchison (Everton) voor Schotland.                                                                                                |              | |

### Derde ontmoeting
| Vriendschappelijk (Praag, Tsjechië, 30 mei 2008): |       |                    |
| Tsjechië | 3 – 1 | Schotland          |
| Libor Sionko 60' Michal Kadlec 84' Libor Sionko 90' | goals | 85' David Clarkson |
| - Debuut van David Clarkson, Ross McCormack (beiden Motherwell), Christophe Berra (Heart of Midlothian) en James Morrison (West Bromwich Albion) voor Schotland. |       |                    |